# Chironomus astenus
Chironomus astenus är en tvåvingeart som först beskrevs av Jean-Jacques Kieffer 1916.  Chironomus astenus ingår i släktet Chironomus och familjen fjädermyggor.
Artens utbredningsområde är Taiwan. Inga underarter finns listade i Catalogue of Life.